# 2000年シドニーオリンピックのオーストリア選手団
2000年シドニーオリンピックのオーストリア選手団（2000ねんシドニーオリンピックのオーストリアせんしゅだん）は、2000年9月15日から10月1日にかけてオーストラリアのニューサウスウェールズ州シドニーで開催された2000年シドニーオリンピックのオーストリア選手団、およびその競技結果。

## 概要
今大会は金メダル2個、銀メダル1個の合計3個のメダルを獲得した。

## メダル
| メダル | 選手名               | 競技 | 種目     |
| ------ | -------------------- | ---- | -------- |
| 銀     | ステファニー・グラフ | 陸上 | 女子800m |